# Menetia amaura
Espèce
Statut de conservation UICN

 LC  : Préoccupation mineure
Menetia amaura est une espèce de sauriens de la famille des Scincidae.

## Répartition
Cette espèce est endémique d'Australie-Occidentale en Australie.

## Publication originale
- Storr, 1978 : Taxonomic notes on the reptiles of the Shark Bay region, Western Australia. Records of the Western Australian Museum, vol. 6, no 3, p. 303-318 (texte intégral).